# Kortsnuitsteur
De kortsnuitsteur (Acipenser brevirostrum) is een straalvinnige vissensoort uit de familie van steuren (Acipenseridae). Het is een kleine Noord-Amerikaanse steur, die te vinden is in circa 16 tot 19 grote rivieren en estuaria langs de Atlantische kust van de Saint John Rivier in New Brunswick, Canada, tot aan de St. Johns River in Florida, Verenigde Staten. De soort wordt soms aangezien voor de juveniele Atlantische steur, omdat volwassenen van deze soort qua grootte vergelijkbaar zijn met juvenielen van die soort.
De soort staat op de Rode Lijst van de IUCN als Kwetsbaar (beoordelingsjaar 2022). De omvang van de populatie is volgens de IUCN dalend.

## Levenscyclus
De kortsnuitsteur is anadroom. Dit wil zeggen dat ze volwassen worden in het zoute zeewater om vervolgens de rivier op te trekken om te paaien in het zoete rivierwater. De paaitijd varieert per breedtegraad en is waarschijnlijk afhankelijk van de watertemperatuur (range 6,5 - 15 °C) en de daglengte (range 13,9-14,9 uur). Dit kan al in januari zijn in South Carolina of pas in mei in New Brunswick. De paai vindt plaatst op een puin- of grindbodem met weinig slib of organisch materiaal en een relatief hoge stroomsnelheid (range 30-120 cm / seconde).
Uit de eieren komen na 13 dagen 7 tot 11 mm lange larven met een grote dooierzak, een minimaal zwemvermogen en een sterke neiging om dekking te zoeken. Na nog eens 9-12 dagen rijpen ze tot een zwemmend larvenstadium van ongeveer 15 mm lang. Zij beginnen al te lijken op een miniatuur volwassene wanneer ze 20 mm lang zijn geworden en zich zelfstandig beginnen te voeden. Ze drijven dan stroomafwaarts in de diepe delen van de rivier en blijven het eerste jaar van hun leven in zoet water. Juvenielen van zo een 45 cm lang verplaatsen zich naar de estuaria waar zoet en zout water samenkomen.
Volwassenen zijn te vinden in de zoete of zoute kustwateren. Ze rijpen seksueel af op een lengte van 45 tot 55 cm, op een leeftijd die varieert met de breedtegraad. Mannetjes rijpen na 2-3 jaar in Georgia of 10-14 jaar in New Brunswick, Vrouwtjes rijpen afhankelijk van de breedtegraad af tussen de 6 en 17 jaar. De eerste paai vindt plaats na seksuele volwassenheid; 1-2 jaar later voor mannen en tot 5 jaar later voor vrouwen. Volwassenen blijven groeien tot een lengte van 90 a 120 cm. Een mannetje kan elk jaar of om het jaar paaien, en bereikt zelden de leeftijd van 30 jaar. Vrouwtjes paaien meestal elk derde tot vijfde jaar en leggen dan tussen de 40.000 en 200.000 eieren. Zij kunnen zo een 67 jaar oud worden. Aangenomen wordt dat de maximale leeftijden het laagst zijn in het zuiden en het hoogst in het noorden.

## Ecologie
De kortsnuitsteur verblijft op zee dicht bij de kust in en rond de estuaria van de rivieren. Het maximale zoutgehalte waarin de soort is gevonden, is 30-31 ppt, iets onder het zoutgehalte van zeewater. Op drie locaties (de Connecticut River in Massachusetts, de Santee River  in South Carolina en de Saint John River in New Brunswick) kon de kortsnuitsteur overleven in wateren die door de bouw van dammen geheel van de zee zijn afgesloten. Dit geeft aan dat de soort geen zout water nodig heeft tijdens zijn levenscyclus.
Steuren zijn bodemvoeders, die voornamelijk leven van larven van waterinsecten en kleine schaaldieren. Juvenielen zijn waargenomen met maaginhoud met maar liefst 90% niet-voedingsproducten, wat er op duidt dat ze de bodem willekeurig stofzuigen. Volwassen exemplaren in zoet water eten voornamelijk weekdieren, aangevuld met borstelwormen, kleine bentische vissen, kreeftachtigen en insectenlarven.
De grootste populatie, naar schatting ten minste 60.000 volwassenen in 2007, is te vinden in de Hudson. De op een na grootste, 18.000 volwassenen en ongeveer 100.000 van alle leeftijden, bevindt zich in de Saint John River.

## Afbeeldingen

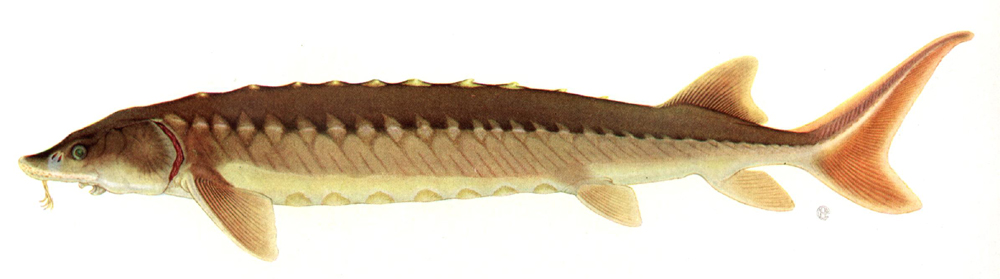
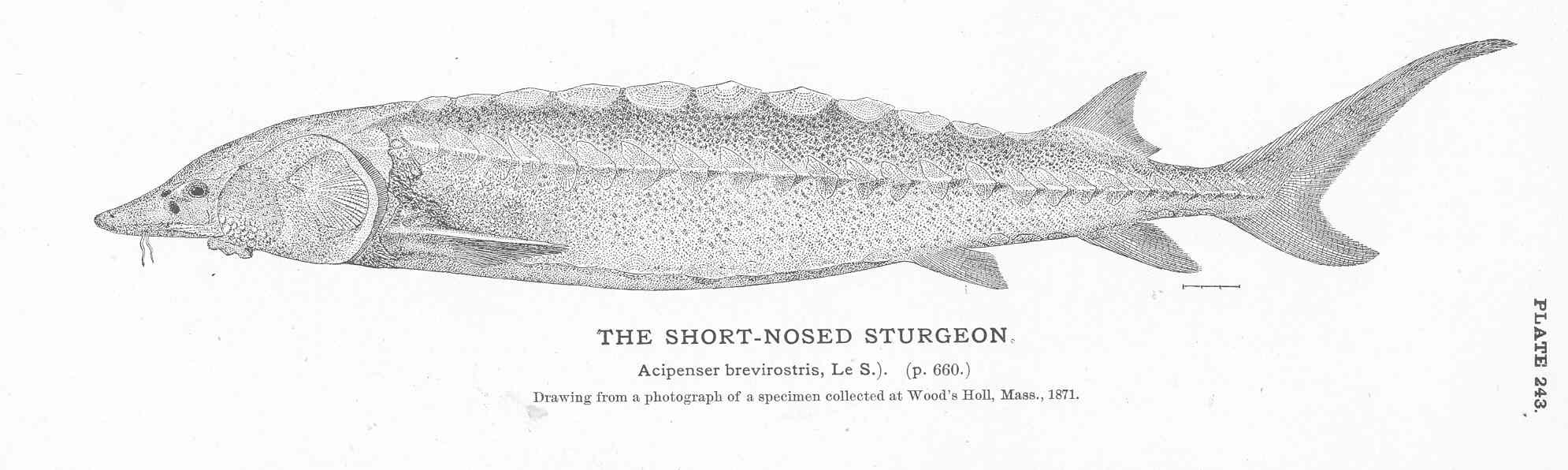
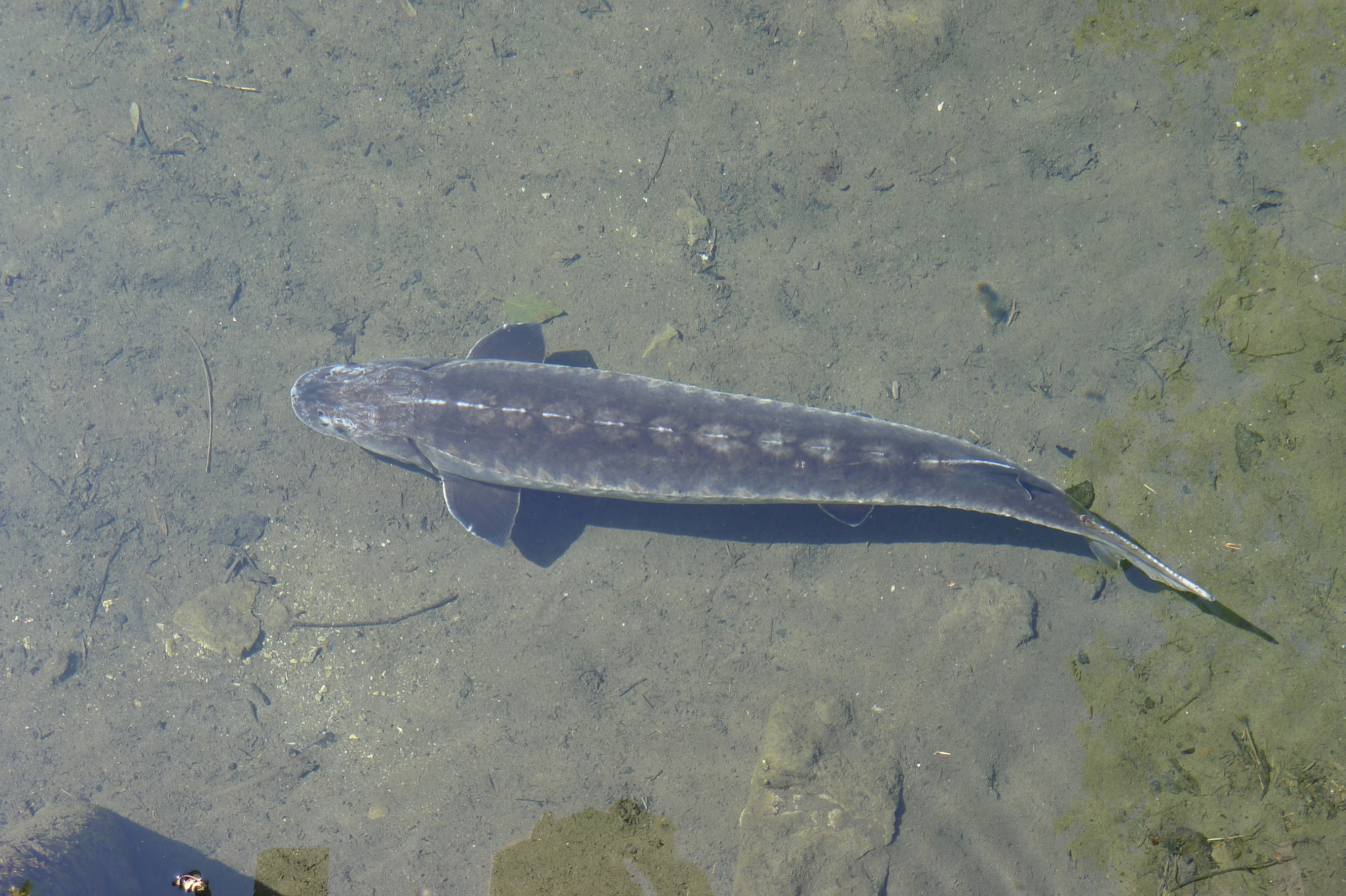
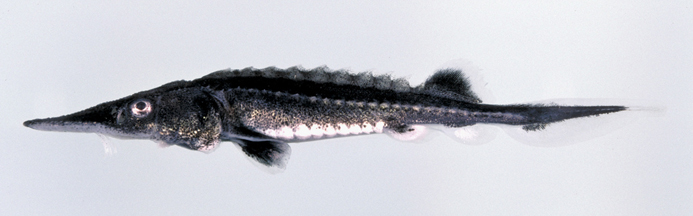
Juveniel
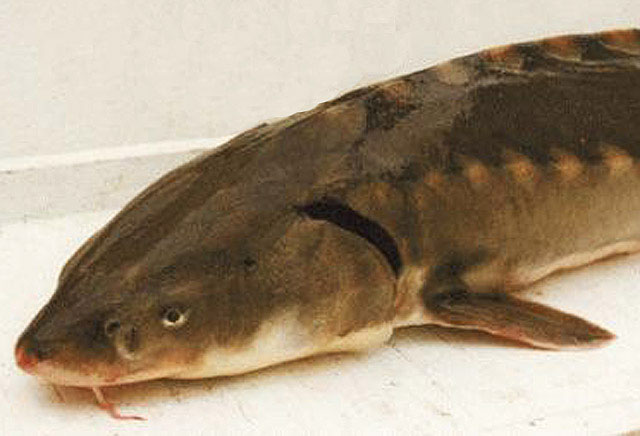
Kop
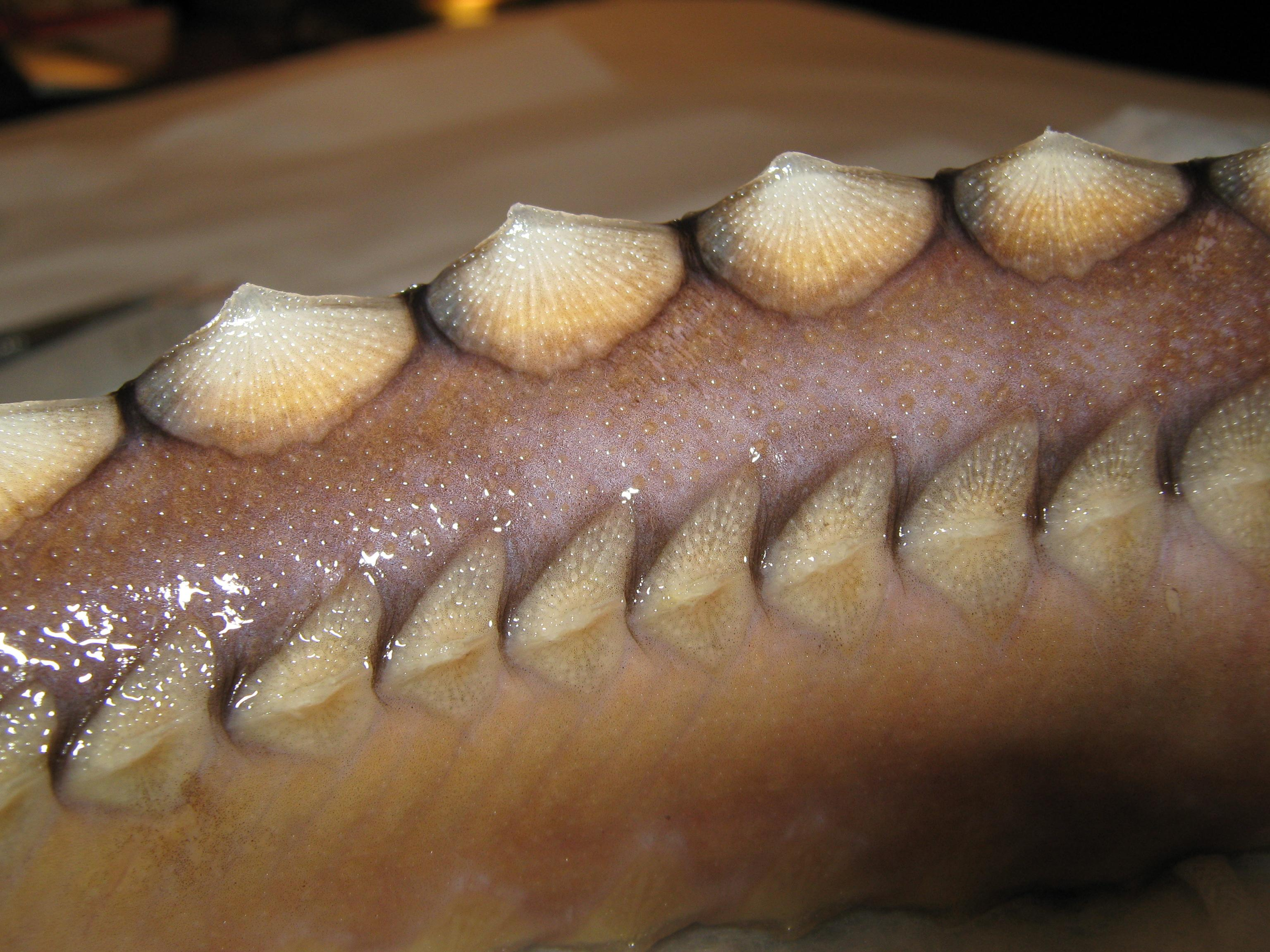
Beenplaten